# Pelargonium ovale
Pelargonium ovale är en näveväxtart. Pelargonium ovale ingår i släktet pelargoner, och familjen näveväxter.

## Underarter
Arten delas in i följande underarter:
- P. o. hyalinum
- P. o. ovale
- P. o. veronicifolium